# Kanaďané
Kanaďané (francouzsky Canadiens, anglicky Canadians) jsou národ, jehož identita je spjata se státem Kanada (Kanadská konfederace vznikla roku 1867). Podobně jako Američané tak patří ke státním národům, které identitu neopírají o etnicitu či jazyk. Historicky byl kanadský národ složen převážně z francouzských a britských přistěhovalců a také z původních obyvatel, ve 20. století však začalo přibývat i přistěhovalců z jiných kulturních okruhů. V roce 2016 byl odhad počtu Kanaďanů 36 milionů. Kanadskou identitu si uchovává též zhruba milion těch, kteří odešli z Kanady do Spojených států amerických. Děti jsou v kanadském vzdělávacím systému vedeny k bilingvismu, tedy aby ovládaly angličtinu i francouzštinu, dva hlavní jazyky užívané v Kanadě. Francouzsky mluvící Kanaďané, tzv. Quebečané, se někdy považují za svébytný národ.

## Osobnosti
Jako rodilí Kanaďané přebírali Nobelovu cenu za fyziku Arthur B. McDonald, Willard Boyle (též občan USA), Bertram Brockhouse a Richard Taylor.
V Kanadě se narodili také nositelé Nobelovy ceny za chemii Rudolph A. Marcus (též občan USA), Sidney Altman, Henry Taube a William Giauque (též občan USA). Krom toho toto ocenění získali i naturalizovaní Kanaďané Michael Smith (narozen v Anglii), John Charles Polanyi (narozen v Německu) a Gerhard Herzberg (narozen v Německu).
Nobelovu cenu za fyziologii nebo lékařství získali Kanaďané Ralph M. Steinman, David H. Hubel (též občan USA), Charles B. Huggins (též občan USA) a Frederick Banting. Navíc také dva muži, kteří získali kanadské občanství až v průběhu života: Jack W. Szostak (narozen v Anglii) a John James Rickard Macleod (narozen ve Skotsku).
Naturalizovaným Kanaďanem byl také slavný vynálezce telefonu Alexander Graham Bell (narozen ve Skotsku). Velmi rozvinutá je v Kanadě již tradičně počítačová věda, Kanaďany byli vynálezce jazyka Java James Gosling, jazyka C a operačního systému UNIX Brian Kernighan, jazyka APL Kenneth Iverson, jazyka Awk Alfred Aho či standardu IEEE 754 William Kahan. K významným matematikům patřili nositel Fieldsovy medaile Manjul Bhargava a Abelovy ceny Louis Nirenberg. Fieldsova medaile se ostatně jmenuje po dalším Kanaďanovi: Johnu Charlesi Fieldsovi.
Kanadským průkopníkem v oblasti elektromagnetismu, radiového a rozhlasového vysílání byl vynálezce Reginald Fessenden. V oblasti zbraní, konkrétně děl s velkým dostřelem, bádal Gerald Bull. Norman Bethune proslul jako průkopník krevní transfúze ve frontových podmínkách (během španělské občanské války) a zaváděl moderní zdravotní péči v Číně. Farmakoložka Frances Oldham Kelseyová se proslavila ve Spojených státech, když včas rozpoznala nebezpečnost léčivé látky thalidomid a zasadila se o zákaz jejího šíření. James Randi je známým propagátorem vědeckého skepticismu.
V oblasti humanitních a sociálních věd patří k nejproslulejším Kanaďanům filozof a teoretik médií Marshall McLuhan. Jeho učitelem a mužem, který McLuhana přivedl k vnímání klíčovosti komunikace v dějinách civilizací, byl Harold Innis. Americkou politiku nesmírně ovlivnil politický filozof a představitel liberalismu John Kenneth Galbraith. V politologii se prosadila i kritička konzumu a kapitalismu Naomi Kleinová, tzv. komunitarismus propaguje Charles Taylor. Nejslavnějším kanadským sociologem byl Erving Goffman. Douglas Coupland zavedl populární koncepty Generace X či tzv. McJob. Bestsellerem Bod zlomu se proslavil Malcolm Gladwell (narozen v Anglii). Nejvýznamnějším kanadským psychologem je Albert Bandura, autor slavného experimentu s panenkou Bobo. Významnými psychology byli i Donald Hebb a Mary Ainsworthová. Eric Berne přidal do seznamu psychoterapeutických metod tzv. transakční analýzu. V současnosti velmi populární komputační teorii mysli rozvíjí Steven Pinker. Důležitým představitelem literární vědy 20. století byl Northrop Frye. Kanaďané Robert Mundell, Myron Scholes a William Vickrey získali Nobelovu cenu za ekonomii.
Jako cestovatel a objevitel proslul Louis Jolliet. Nejslavnějším kanadským architektem je Frank Gehry. Ke známým malířům patřili Philip Guston a Jean-Paul Riopelle.
Nobelovu cenu za literaturu získali Alice Munroová a Saul Bellow. Ke známým autorům patřili i Margaret Atwoodová, Yann Martel (narozen ve Španělsku) či Lucy Maud Montgomeryová. Především prózou Anglický pacient získal mezinárodní slávu Michael Ondaatje (narozen na Srí Lance). V oblasti science fiction patří k významným autorům A. E. van Vogt.
Významným hudebním skladatelem je Howard Shore, který se proslavil zejména v oblasti filmové hudby, je mj. autorem hudby k filmové trilogii Pán prstenů. Jako sólový klavírista v oblasti vážné hudby se prosadil Glenn Gould. V jazzu to byl skladatel Oscar Peterson.
Kanaďané se jako i jiní Anglosasové poměrně hodně prosazují i v globální populární a rockové hudbě. Průkopníky v tom byli Leonard Cohen, Paul Anka a Neil Young. Později si status globálních celebrit vysloužili Celine Dion, Bryan Adams, Alanis Morissette a Shania Twain. Celkem nedávno pak Avril Lavigne, Nelly Furtado či Michael Bublé. První globální "youtube hvězdou" se stal Justin Bieber. Nejznámějšími kanadskými kapelami jsou pop-punkoví Sum 41 a Simple plan, rocková kapela Nickelback (frontman Chad Kroeger) či indie kapela Arcade Fire. Kritiky byla vždy velmi oceňována Joni Mitchellová či představitelka "keltské" hudby, harmonikářka Loreena McKennittová. Jako hudební producent se prosadil David Foster.
Kanaďané se tradičně prosazují i v Hollywoodu a v amerických televizních produkcích, které jim jsou schopné zajistit globální popularitu (kanadský film a televize méně). Hvězdami Hollywoodu byla ještě v němé éře Marie Dresslerová a Norma Shearerová. V éře klasického Hollywoodu to byla Mary Pickfordová. Později se hvězdami pláten stali Jim Carrey, Christopher Plummer, Michael J. Fox, Mike Myers, Keanu Reeves (narozen v Libanonu), Donald Sutherland či Leslie Nielsen. Krotitelé duchů proslavili Dana Aykroyda, Kokosy na sněhu Johna Candyho, série Vřískot Neve Campbellovou. Nedávno proslavili snímky Sherlock Holmes Rachel McAdamsovou, X-men Ellen Pageovou, Matrix Carrie-Anne Mossovou.
V seriálu Pobřežní hlídka se proslavila Pamela Andersonová, v seriálu Ztraceni Evangeline Lilly, v seriálu 24 Elisha Cuthbertová a Kiefer Sutherland (narozen v Anglii), v kultovním sci-fi Star Trek William Shatner, v sitcomu Jak jsem potkal vaši matku Cobie Smuldersová, seriálu Castle Nathan Fillion a Stana Katic, v seriálu Beverly Hills 90210 Jason Priestley.
K nejmladším kanadským hvězdám, které se prosadili v Americe, patří Ryan Gosling
Z režisérů se v Hollywoodu prosadili James Cameron a David Cronenberg. K průkopníkům filmu patřil Mack Sennett. Naopak v Kanadě povětšinou tvoří Atom Egoyan (narozen v Egyptě), Denis Villeneuve, Denys Arcand či Paul Haggis. V americké televizi je známé jméno producenta a scenáristy Davida Shorea, tvůrce seriálu Dr. House či Směr jih.
Legendou tzv. nového cirkusu je sdružení Cirque du Soleil, jeho ústřední postavou byl Guy Laliberté.
Celosvětově známou modelkou je Linda Evangelista. V oblasti podnikání a obchodu se prosadili zakladatel filmových studií Warner Bros. Jack Warner či zakladatelka slavné kosmetické značky Elizabeth Ardenová. Sue Gardnerová sehrála významnou úlohu při rozvoji wikipedie.
Nejvýznamnějším otcem zakladatelem kanadské konfederace byl první premiér Kanady John Alexander Macdonald. Jiný premiér Lester B. Pearson získal jako dosud jediný Kanaďan Nobelovu cenu míru, a to za zorganizování pohotovostních jednotek OSN během Suezské krize roku 1956. Známým ekologickým aktivistou je David Suzuki.
Kanadským národním sportem je lední hokej. Nejslavnější kanadští hokejisté patří i k nejslavnějším hokejistům všech dob: Wayne Gretzky, Mario Lemieux, Gordie Howe, Sidney Crosby, Bobby Orr, Mark Messier, Maurice Richard, Joe Sakic, Bobby Hull či Martin Brodeur. V Kanadě je ovšem populární i ženský lední hokej, k nejslavnějším hokejistkám patří Hayley Wickenheiserová, čtyřnásobná zlatá olympijská medailistka. Stejnou olympijskou bilanci má i Jayna Heffordová a Caroline Ouelletteová.
Mistrem světa v závodech Formule 1 se stal Jacques Villeneuve.
Nejslavnějším kanadským basketbalistou je Steve Nash (narozen v JAR). Zajímavostí je, že i zakladatel basketbalu James Naismith byl Kanaďan, i když sport se ujal nakonec více v USA.
Velkým sportovním symbolem je jednonohý běžec Terry Fox.
Tři zlaté olympijské medaile mají rychlobruslaři Charles Hamelin a Marc Gagnon, veslařky Kathleen Heddleová a Marnie McBeanová, dvě zlaté mají rychlobruslaři Catriona LeMayová-Doanová, Gaétan Boucher a François-Louis Tremblay, biatlonistka Myriam Bédardová, bobistky Kaillie Humphriesová a Heather Moyseová, plavci Alex Baumann a George Hodgson, synchronizovaná plavkyně Carolyn Waldo a lyžař na boulích Alexandre Bilodeau. Také sprinteři Donovan Bailey, rodák z Jamajky, a Percy Williams jsou dvojnásobnými zlatými olympijskými medailisty. Ke sportovním ikonám Kanady patří i rychlobruslařka Clara Hughesová, která dokázala získat zlato ze zimních a bronz z letních olympijských her (v cyklistice), či boxer Lennox Lewis.